# Julian B. Rotter
Julian Bernard Rotter (New York, 22 ottobre 1916 – Mansfield, 6 gennaio 2014) è stato uno psicologo statunitense, conosciuto per aver sviluppato teorie molto influenti, come la teoria dell'apprendimento sociale e il locus of control.